# Клиффорд, Майкл Ричард Юрэм
Майкл Ри́чард Ю́рэм Кли́ффорд (англ. Michael Richard Uram 'Rich' Clifford; 13 октября 1952, Сан-Бернардино, Калифорния — 28 декабря 2021, North Myrtle Beach, Южная Каролина) — астронавт НАСА. Совершил три космических полёта на шаттлах: STS-53 (1992, «Дискавери»), STS-59 (1994, «Индевор») и STS-76 (1996, «Атлантис»), совершил один выход в открытый космос, подполковник Армии США.

## Личные данные и образование

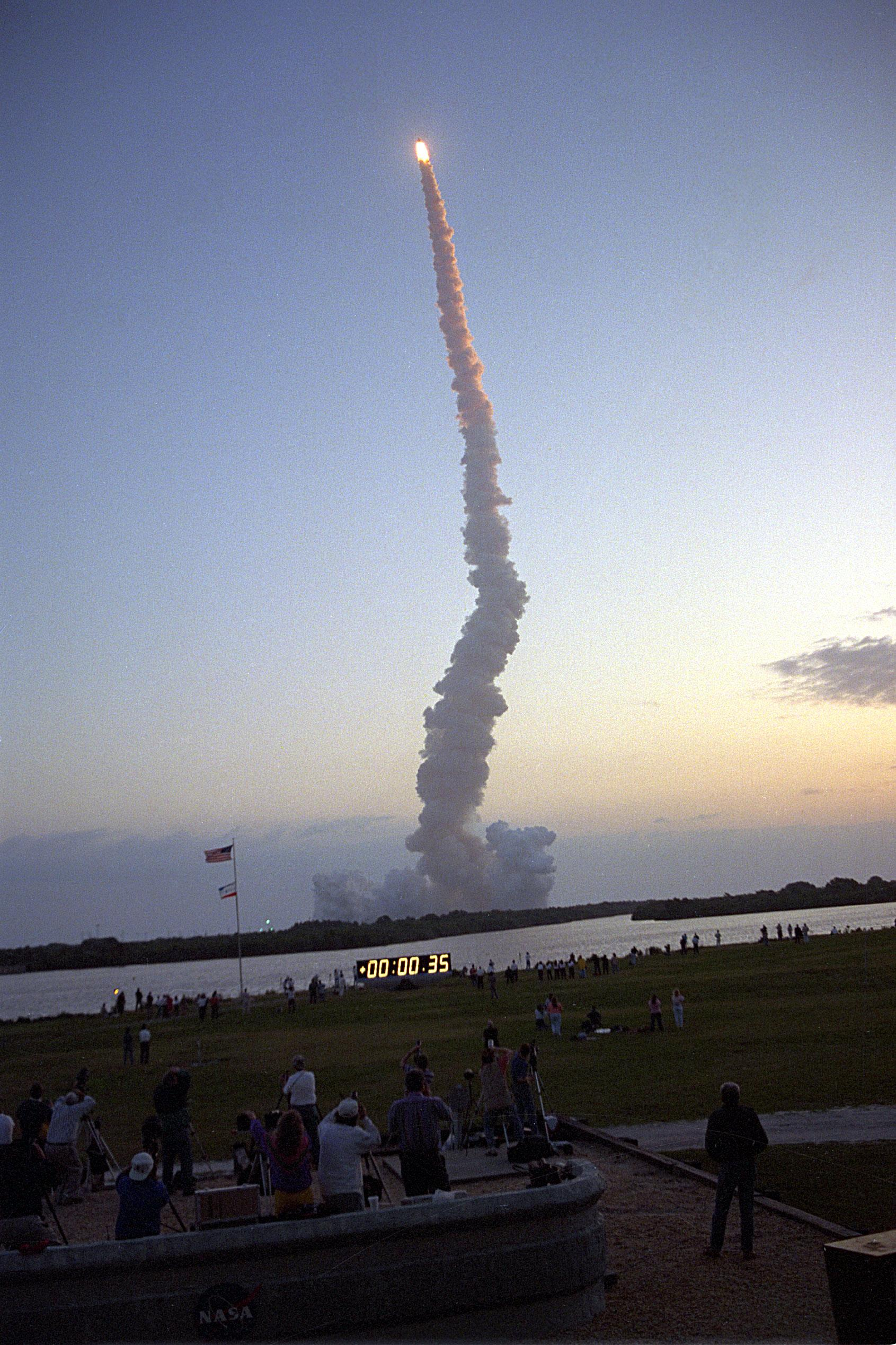
STS-59: старт.

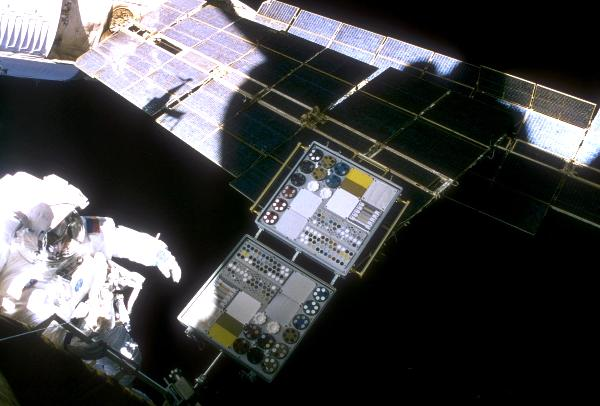
STS-76: Установка аппаратуры на внешней стороне станции Мир.

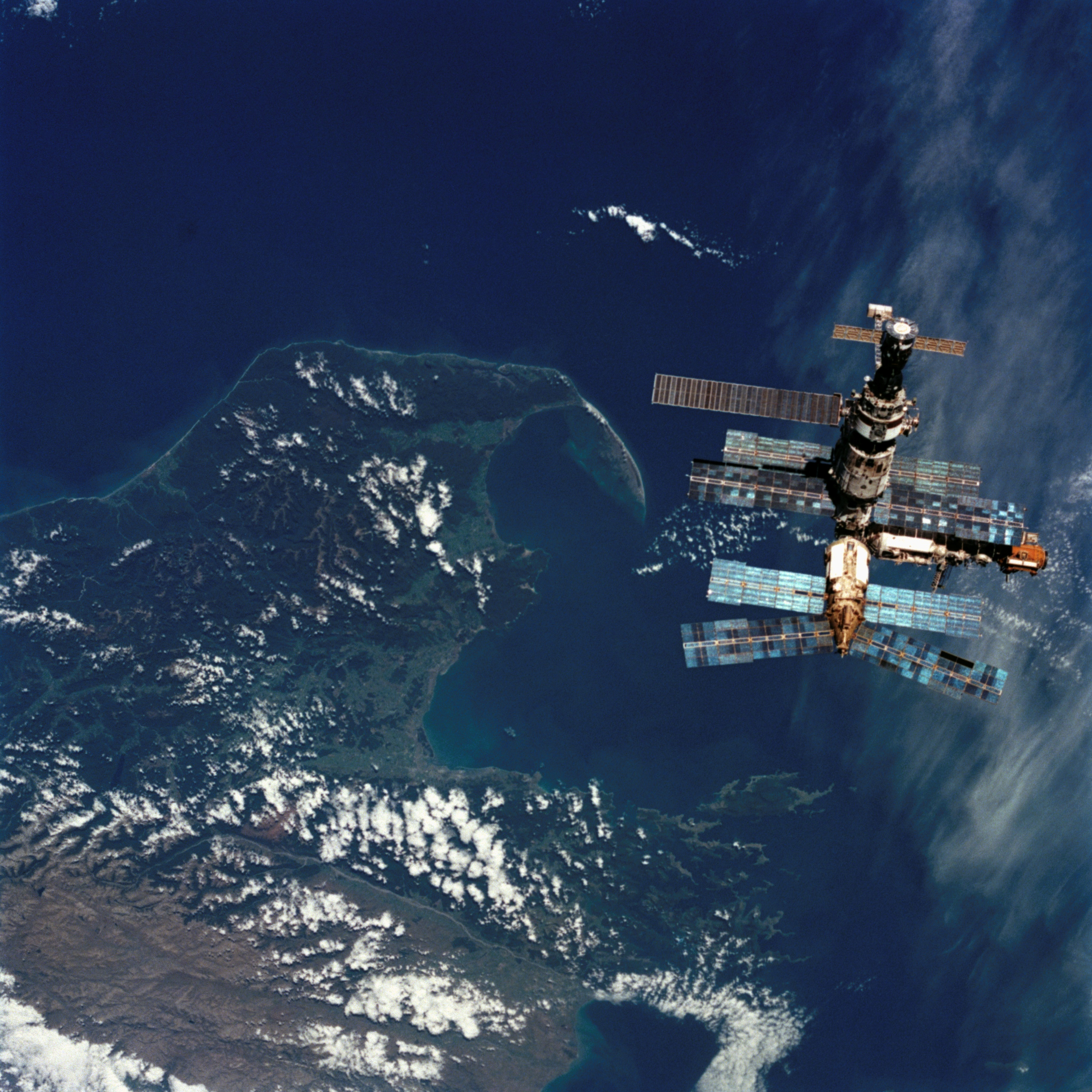
STS-76: вид на станцию Мир.

Майкл Клиффорд родился 13 октября 1952 года в городе Сан-Бернардино, штата Калифорния. Но своим родным считает город Огден, штат Юта, где в 1970 году окончил среднюю школу. В 1974 году получил степень бакалавра в Военной Академии США в Вест-Пойнте, штат Нью-Йорк. В 1982 году получил степень магистра и доктора наук в области аэрокосмической техники в Технологическом институте штата Джорджия.
Был женат на Нэнси Элизабет Брансон, она из города Дарлингтон, штата Южная Каролина. У них двое сыновей: Ричард Бенджамин (род. 14 марта 1980 года) и Брэндон Брансон (род. 19 мая 1983 года). Он любил полёты, гольф, теннис, водные и горные лыжи, бейсбол и спортивные тренировки молодежи.

## До НАСА
После окончания Военной Академии США в июне 1974 года, Клиффорд был призван лейтенантом в Армию США. Он отслужил срочную службу в Форт-Карсоне, штат Колорадо. В 1976 году он поступил в Авиационное училище. Он был признан лучшим выпускником в своём классе. Был распределён на три года в качестве командира взвода в Нюрнберг, ФРГ. В 1982 году, после получения степени магистра наук, он был распределён на факультет механики в Военную Академию США в качестве преподавателя и доцента. В декабре 1986 года он окончил Училище лётчиков морской авиации и стал служить лётчиком-испытателем. Имеет более 3 400 часов налёта на различных типах самолётов и вертолётов. В декабре 1995 года подполковник Клиффорд уволился из армии Соединенных Штатов.

## Подготовка к космическим полётам
В июле 1987 года Клиффорд был переведён в Космический Центр имени Джонсона в Хьюстоне, штат Техас. Принимал участие в 10-м, 11-м и 12-м наборах астронавтов НАСА. В январе 1990 года был зачислен в отряд НАСА в составе тринадцатого набора, кандидатом в астронавты. Стал проходить обучение по курсу Общекосмической подготовки (ОКП). По окончании курса, в июле 1991 года получил квалификацию «специалист полёта» и назначение в Офис астронавтов НАСА. Он занимался вопросами запуска и посадки шаттлов, послестартовой оценкой отработавших ускорителей. Принимал участие в проектировании, разработке и оценке полезной нагрузки шаттлов и оборудования для внекорабельной деятельности (ВКД) экипажа.

## Полёты в космос
- Первый полёт — STS-53[5], шаттл «Дискавери». Со 2 по 9 декабря 1992 года в качестве «специалиста полёта». Основная полезная нагрузка засекречена, выводилась в целях министерства обороны США. Две дополнительные нагрузки незасекречены. Во время полёта проводилось 9 несекретных экспериментов. В полёте был запущен спутник USA-89 (NSSDC ID 1992-086B Архивная копия от 29 июня 2011 на Wayback Machine), иногда также называемый «DoD-1» Архивная копия от 28 сентября 2012 на Wayback Machine. Данный спутник был вторым в серии коммуникационных спутников Satellite Data System-2 (SDS-2), первым был USA-40, запущенный в STS-28. Дополнительными полезными нагрузками, установленными в Get Away Special (GAS) в грузовом отсеке были: Orbital Debris Radar Calibration Spheres (ODERACS-1) и комбинированный эксперимент Shuttle Glow Experiment/Cryogenic Heat Pipe Experiment (GCP). STS-53 — последняя миссия шаттлов военного назначения. Продолжительность полёта составила 7 дней 7 часов 21 минуту[6].

- Второй полёт — STS-59[7], шаттл «Индевор». C 9 по 20 апреля 1994 года в качестве «специалиста полёта». Основной целью миссии было изучения крупномасштабных процессов в природе и изменения климата. Для выполнения целей миссии на шаттле была смонтирована «Космическая радарная лаборатория» SRL-1 (Space Radar Laboratory) в состав которой входят два радара: радар построения радиолокационного изображения SIR-C (Shuttle Imaging Radar) и радар с синтезированной апертурой X-SAR (X-band Synthetic Aperture Radar), а также прибор для мониторинга загрязнений в атмосфере MAPS (Measurement of Air Pollution from Satellite). Продолжительность полёта составила 11 суток 5 часов 20 минут[8].

- Третий полёт — STS-76[9], шаттл «Атлантис». C 22 по 31 марта 1996 года в качестве «специалиста полёта». Основными задачами миссии STS-76 были доставка на орбитальную станцию «Мир» необходимых грузов (в частности, 590 кг воды и 862 кг оборудования): за отсеком со стыковочной системой шаттла (ODS), в отсеке полезной нагрузки был герметичный модуль «Spacehab-SM» (от англ. Single Module). Были проведены ряд медикобиологических и технологических экспериментов. Во время полёта выполнил один выход в открытый космос: 27 марта 1996 года — продолжительностью 6 часов 2 минуты. Продолжительность полёта составила 9 суток 5 часов 17 минут[10].

Общая продолжительность внекорабельной деятельности — 6 часов 2 минуты. Общая продолжительность полётов в космос — 27 дней 18 часов 24 минуты.

## После полётов
В 1994 году Клиффорду поставили диагноз: болезнь Паркинсона, об этом диагнозе знал его командир корабля — Кевин Чилтон. После полёта на STS-76 (1996) Клиффорд решил, что он больше не должен летать, так как темпы развития болезни были не известны. Ушёл из отряда астронавтов и уволился из НАСА в январе 1997 года. С января 1997 года стал работать Руководителем полёта орбитальной станции в корпорации Боинг. Документальный фильм о его борьбе с болезнью должен быть выпущен в 2012 году
Скончался 28 декабря 2021 года от болезни Паркинсона.

## Награды и премии
Награждён: Медаль «За космический полёт» (1992, 1994 и 1996), Медаль «За отличную службу» (США), Орден «Легион почёта», Медаль «За похвальную службу» (США)[уточнить] и многие другие.